# Chủ nghĩa khỏa thân

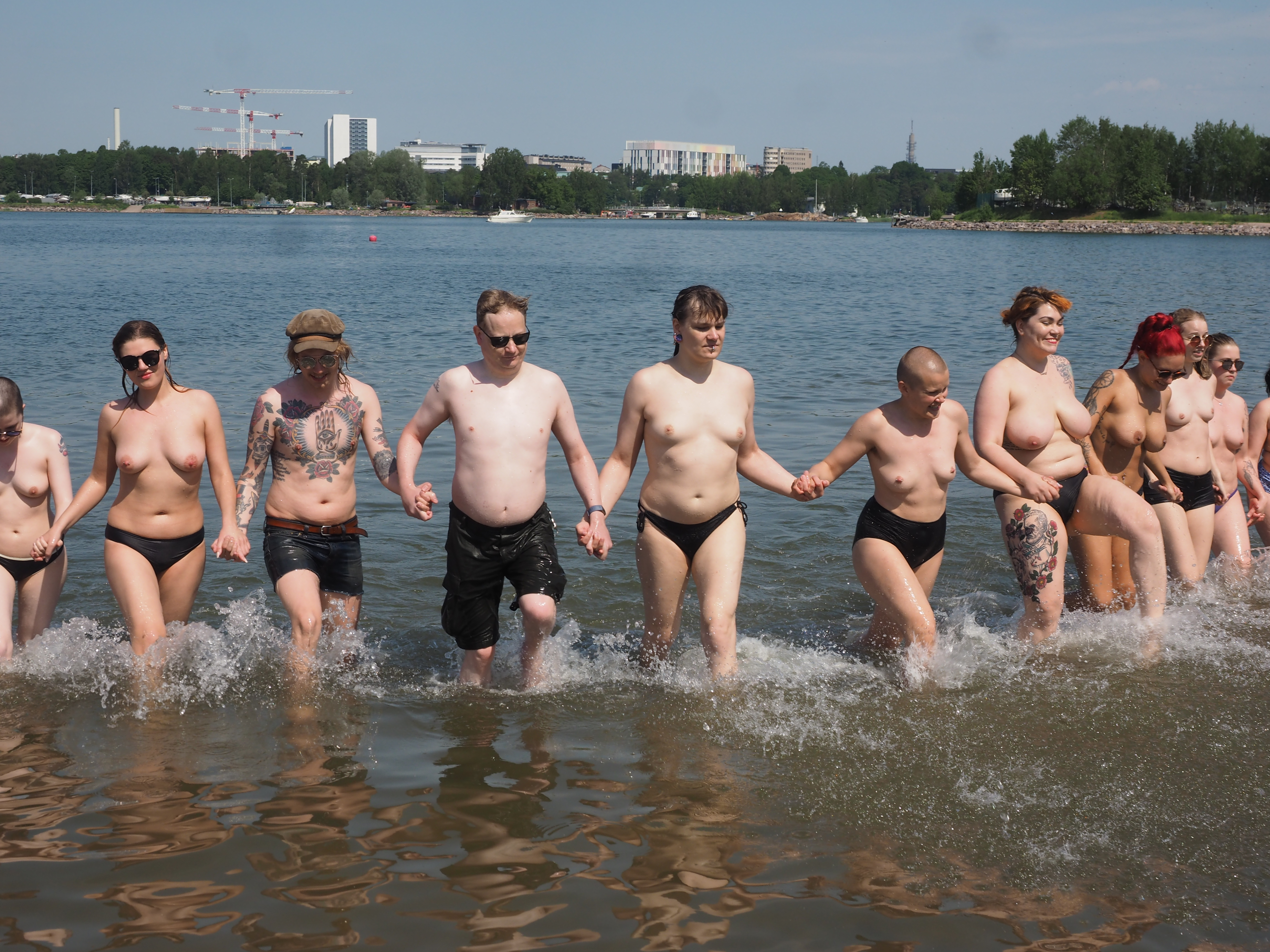
Tập thể nam nữ khỏa thân nắm tay nhau trên bãi biển

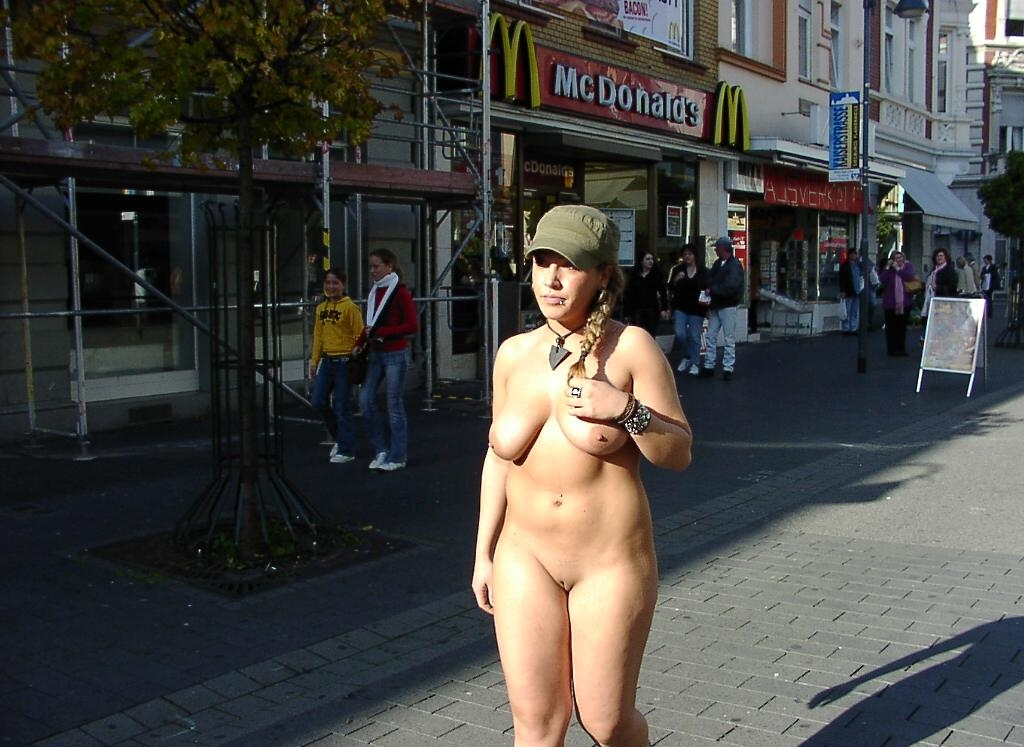
Một phụ nữ khỏa thân ở Đức trong thành phố, việc này là hoàn toàn bình thường theo văn hóa Freikörperkultur của Đức

Chủ nghĩa khỏa thân hoặc là khỏa thân chủ nghĩa (tiếng Anh: Nudism hay Naturism) là một trào lưu văn hóa (cultural movement) và trào lưu chính trị có từ lâu đời. Chủ trương này kêu gọi mọi người hãy sống và làm việc một cách tự do, cởi mở, phóng đãng, không bó buộc. Thông qua việc cởi bỏ tất cả trang phục, họ muốn tự do thể hiện quan điểm cá tính của bản thân mình.

## Khái niệm
Theo đại hội XIV của liên đoàn người khỏa thân quốc tế (International Naturist Federation) diễn ra tại Agde thuộc Pháp vào năm 1974) thì chủ nghĩa khỏa thân là một cách sống hài hòa với thiên nhiên đặc trưng bởi sự thực hành khỏa thân công cộng với mục đích khuyến khích lòng tự trọng, tôn trọng người khác và môi sinh.

## Tính hợp lệ
Nhiều người khoả thân và các tổ chức người khỏa thân hiện nay cảm thấy rằng việc thực hành khỏa thân xã hội cần được nhân bản vô tính. Đối với nhiều lý do xã hội, văn hóa và lịch sử của các công dân, các phương tiện truyền thông, và nhiều người khoả thân đương đại và các tổ chức của họ thường đơn giản hóa các mối quan hệ giữa chủ nghĩa khỏa thân và tình dục. Nghiên cứu hiện nay đã bắt đầu khám phá mối quan hệ phức tạp này. Tại một số nước, khỏa thân chủ nghĩa bị coi là yếu tố gây gia tăng lượng tội phạm tình dục.
Tại một số nước, khỏa thân chủ nghĩa được xem nhẹ nhưng một số quốc gia, đặc biệt là các quốc gia phương Đông vẫn quyết liệt phản đối chủ nghĩa này. Riêng ở một số vùng, những người theo chủ nghĩa khoả thân tự giác xây dựng các khu vui chơi, nhà ở, hồ bơi, bãi biển mà ở đó, họ tha hồ làm việc và vui vẻ trong tình trạng không quần áo.